# باو فرانسيس
باو فرانسيس بالبرتغالية Pão francês أي "الخبز الفرنسي"، عبارة عن لفة خبز أسطوانية قصيرة ذات فتات بيضاء ناعمة وقشرة ذهبية مقرمشة تحظى بشعبية كبيرة في البرازيل. هذا الخبز له أسماء مختلفة في جميع أنحاء ولايات البرازيل مثل pão de sal (خبز مملح)، pão de água (خبز الماء)، pão Jacó (خبز جاكو)، pão filão (رغيف خبز)، pão aguado (خبز مائي). على الرغم من اسمه، pão francês (الخبز الفرنسي) هو خبز فريد من نوعه اصله من البرازيل وليس من فرنسا.

## أصل
في حين أن الأصل الدقيق لباو فرانسيس غير معروف، لكن هناك عدة نظريات حول كيفية إنشائه. إحدى النظريات هي أن الخبز تم اختراعه في القرن العشرين من قبل البرازيليين الأثرياء الذين طلبوا من الخبازين الفرنسيين أن يعلموهم كيفية خبز الخبز الفرنسي أي "الباغيت" "Baguette". على الرغم من استخدام نفس المكونات الأساسية، شكل خبز باو فرانسيس يختلف عن الباغيت حيث أن هذه الاخيرة كانت أصغر حجما وأكثر استدارة. هناك نظرية مماثلة تحدد أصل باو فرانسيس في مطابخ النخبة الثرية في ساو باولو ابان بداية الحرب العالمية الأولى. من المفترض أنه قد تم صنع الخبز من قبل طهاتهم الشخصيين بناءً على طلب إعادة إنتاج الخبز الذي صنعه الفرنسيون.
إحدى النظريات ترجح أن يكون أصل الخبز قد ظهر في وقت مبكر جدًا في البلاط الملكي في ريو دي جانيرو خلال العصور الاستعمارية. شجع دوم جواو السادس وبلاطه استيراد دقيق القمح لخبز الخبز، حيث كان الخبز في البرازيل في ذلك الوقت مخبوز بدقيق مصنوع من اليوكا أو الذرة أو الجاودار. فبات يُطلق على الخبز المخبوز بدقيق القمح الفرنسي اسم باو فرانسيس أي الخبز الفرنسي. لم يكن الأمر كذلك حتى أوائل القرن العشرين عندما أصبح دقيق القمح المستورد أكثر سهولة في الوصول إلى شركة Matarazzo Mill [moinho matarazzo] فافتتحت مطحنة سانتيستا [الإنجليزية] في ولاية ساو باولو لينتشر باو فرانسيس في جميع أنحاء جنوب شرق البرازيل وفي نهاية المطاف في جميع أنحاء البلاد.

## الاستخدام
باعتباره الخبز الأكثر شعبية في البرازيل، يتم تناول باو فرانسيس في وجبات الإفطار والغداء والعشاء. ويمكن العثور عليه في مجموعة متنوعة من الأطباق. وهو أساس العديد من السندويشات، مثل النقانق البرازيلية.